# Шуліка (рід)
Шулі́ка (лат. Milvus) — рід птахів родини яструбових, підродини (залежно від класифікації) справжні шуліки (Milvinae) або яструбові. Довжина тіла 53 — 75 см, маса тіла — до 1 кг. Шуліки живляться переважно гризунами, рибою. 
Корисні птахи. Перелітні. Поширені в Європі, Азії, Африці й Австралії. Рід включає два види: чорний шуліка (M. migrans або M. corschun) — гніздовий птах, поширений у всій Україні, крім степів на півдні; і шуліка рудий (М. milvus), рідкісний в Україні, занесений до національної Червоної книги.

## Міфологія
У Давньому Єгипті існувала богиня-шуліка Нехбет.